# 胸刺国造
胸刺国造（むさしのくにのみやつこ、むさしこくぞう）は、のちに武蔵国となる地域（胸刺国）を支配した国造である。
『先代旧事本紀』の「国造本紀」において胸刺国造条の前に无邪志国造条があるが、この2国造は同一のものであるとする説と別であるとする説がある。

## 概要

### 祖先
- 『先代旧事本紀』「国造本紀」によれば、岐閉国造の祖・兄多毛比命の子の伊狭知直が初代胸刺国造に任命されたという。
- 『先代旧事本紀』「国造本紀」によると、成務朝に武刺国造の祖である神伊勢都彦の3世孫の弟武彦命が相武国造に任じられたという。
- 「国造本紀」は任命時期の記載を欠くが、『新編武蔵風土記稿』は応神天皇（第15代天皇）の時代と考定する。

### 氏族
不明（姓は直）。

## 本拠
无邪志国造と別の国造であるとする立場からは、現在の埼玉県行田市とする説がある（旧武蔵国埼玉郡）。

### 支配領域
胸刺国造の支配領域は当時胸刺国と呼ばれていた地域である。胸刺国はのちの令制国の武蔵国にあたるが、秩父・埼玉（知々夫国造の支配する知々夫国だった）を除いた範囲をさすとする。
地名の起源については、武蔵国#「武蔵」の国名を参照。
胸刺国は无邪志国造の支配した无邪志国および知々夫国造の支配した知々夫国と合わさって7世紀に令制国の武蔵国となった。当初武蔵国は東山道に所属していたが、771年に東海道に移管された。